# 씬씨공창대학역
씬씨공창대학역은 2014년에 개통한 중국의 철도역이다.

## 역 주변
- 씬씨공창대학